# La Haine au cœur
Pour plus de détails, voir Fiche technique et Distribution.
La haine au cœur (A boy called Hate) est un film américano-canadien réalisé par Mitch Marcus, sorti en 1995.

## Synopsis
Un jeune adolescent nommé Steve Bason et surnommé Haine perturbé par le divorce de ses parents sombre dans la délinquance et vole une voiture. Il se retrouve en maison de correction. Le jour de sa sortie son père, qui devait l'accueillir, est absent. Il décide de partir de la maison paternelle à moto avec un revolver appartenant a son ex-petite amie suicidée. Sur le chemin, il voit une jeune fille, Cindy, en train de se faire agresser par son oncle. Il s’interpose et un coup de feu éclate. L'agresseur est mort à terre. Le lendemain, le corps est retrouvé et une course poursuite entre Haine et la police éclate.

## Fiche technique
- Titre français : La Haine au cœur
- Titre original : A Boy Called Hate
- Réalisation : Mitch Marcus
- Scénario : Mitch Marcus
- Musique : Dan Wool
- Photographie : Paul Holahan
- Montage : Michael Ruscio
- Production : Steve Nicolaides
- Sociétés de production : Pacific Motion Pictures & Skouras Pictures
- Société de distribution : J&M Entertainment
- Pays :  États-Unis,  Canada
- Langue : Anglais
- Format : Couleur - Dolby Digital
- Genre : Drame
- Durée : 95 min
- Dates de sortie :
  -  États-Unis : 22 mai 1996
  -  Allemagne : 11 février 1996

## Distribution
- Scott Caan (VF : Alexandre Gillet) : Steve Bason
- Missy Crider : Cindy Wells
- James Caan : Jim Bason
- Adam Beach : Billy Petite Plume
- Elliott Gould : Richard Wells
- Duane Davis : Ed Jenkins
- Bradley Jay Lesley : Le conducteur du camion